# Кишечные инфекции
Кишечные инфекции — это целая группа заразных болезней, которые в первую очередь поражают пищеварительный тракт.
Всего болезней в этой группе насчитывается более 30 видов. Наименее опасное из них — пищевое отравление, а самые опасные — холера, брюшной тиф, ботулизм, сальмонеллёз, бруцеллёз, дизентерия и др.

## Пути заражения КИ
Основные возбудители КИ: бактерии (брюшной тиф, монеллез, холера и т. д.), их токсины (ботулизм), а также вирусы (энтеровирус, ротавирус) и т. д.
От больных или носителей данной инфекции микробы могут выделяться во внешнюю среду с испражнениями, рвотными массами, а иногда с мочой. Большинство возбудителей КИ очень живучие. Они могут подолгу существовать в почве, воде и даже на различных предметах, (в том числе на тех предметах, которыми люди могут пользоваться очень часто, например: на мобильных устройствах, столовых приборах, на других личных вещах человека и на дверных ручках). Также кишечные микробы без особых проблем переживают холод, но все же, они предпочитают тепло и влажность. Они очень быстро размножаются в молочных продуктах, мясном фарше, студне, а также в воде (особенно в летнее время).
В организм человека возбудители КИ попадают через ротовую полость вместе с пищей, водой или из-за грязных рук. Например, дизентерия может начаться, если выпить некипяченое (парное) молоко или употребить в пищу сделанную из него простоквашу, творог или сметану. Кишечная палочка может попасть в организм человека при употреблении в пищу некачественного кефира или йогурта. Стафилококковая инфекция может содержаться например в испорченных тортах с кремом. Возбудители сальмонеллеза (науке известно около 400 их видов) попадают к человеку через любые зараженные продукты, такие как: куриное мясо и яйца, вареная колбаса, сосиски, плохо промытые или вымытые грязной водой овощи, фрукты и зелень.
Изо рта микробы попадают сначала в желудок, а потом и в кишечник, где начинается их усиленное размножение. После попадания микробов в организм наступает бессимптомный инкубационный период, (который в большинстве случаев продолжается 6-48 часов).

## Симптомы заболевания
В начале заболевания человека беспокоят:   слабость, вялость, снижение аппетита, головная боль, повышение температуры — симптомы обычного ОРЗ. Через некоторое время возникают: тошнота, появляются схваткообразные боли в животе, понос с примесью слизи, гноя или крови (например, при дизентерии). Также могут беспокоить жажда и озноб.
Симптомы заболевания вызывают сами микробы и выделяемые ими токсины. Кишечные инфекции могут протекать в виде острого гастрита (с рвотой с болями под ложечкой), энтерита (с поносом), гастроэнтерита (с рвотой и поносом), колита (с кровью в экскрементах и нарушением стула), энтероколита (с поражением всего кишечника).
Одно из самых неприятных последствий, которые возникают при кишечных инфекциях, — обезвоживание организма вследствие рвоты и/или поноса. Результатом резкого обезвоживания могут стать почечная недостаточность и другие тяжелые осложнения, в частности, дегидратационный (связанный с потерей жидкости) шок.

## Диагностика и лечение КИ
Важно отличить кишечную инфекцию от других заболеваний со сходными симптомами: небактериального пищевого отравления (например, лекарствами), острого аппендицита, инфаркта миокарда, пневмонии, внематочной беременности и т. д.
При появлении симптомов, напоминающих КИ, необходимо срочно обратиться к врачу-инфекционисту. Для установки правильного диагноза, врач назначает бактериологическое исследование кала или рвотных масс. Дополнительно могут применяться серологические методы диагностики (для выявления антител к возбудителям инфекции).
Лечение КИ комплексное, и включает в себя: борьбу с микробными ядами, с самими микробами, а также с обезвоживанием организма. Кроме того, больные должны соблюдать правильную диету и с помощью специальных препаратов, например, энтеросорбентов, восстанавливать нормальную микрофлору кишечника.